# A Venezia... un dicembre rosso shocking
A Venezia... un dicembre rosso shocking (Don't Look Now) è un film del 1973 diretto da Nicolas Roeg.
Anche se il film conserva alcuni tratti tipici del genere thriller-horror, è principalmente incentrato sulla psicologia del dolore causato da una perdita e su quali effetti la morte di un figlio può avere su una relazione di coppia. Oltre che per la forte tematica trattata, A Venezia... un dicembre rosso shocking è celebre per l'innovativo stile del montaggio e per l'approccio impressionista alle immagini, attraverso un uso ricercato del colore e della luce.

## Trama
I coniugi inglesi John e Laura Baxter arrivano a Venezia per lavoro pochi mesi dopo la tragica morte della figlia minore Christine, annegata nello stagno della loro villa, evento che era stato misteriosamente previsto dal padre pochi attimi prima che accadesse. Impegnato nella conduzione di alcuni lavori di restauro nella chiesa veneziana di San Nicolò dei Mendicoli, John deve occuparsi della salute della moglie, caduta in depressione a causa della recente scomparsa della figlia. Durante un pranzo in un ristorante, Laura conosce due sorelle scozzesi, Heather e Wendy, la prima delle quali è una sensitiva non vedente, dotata di poteri medianici; a causa di ciò Heather comunica a Laura di avere appena "visto" accanto a lei e John una bambina bionda sorridente con un impermeabile rosso: la piccola Christine.
L'incontro con le due donne e le rassicurazioni riguardo alla figlia hanno un effetto benefico su Laura, che si sente rinascere; al contrario, John è assai scettico e diffida dei racconti delle due anziane signore, con le quali impedisce pertanto a Laura di avere ulteriori confronti. Laura continua però a frequentare le due signore di nascosto, finché un giorno, la sensitiva la avverte d'un pericolo incombente sul marito: qualora John non lasci immediatamente Venezia, rischierà di morire. Alle parole della donna s'aggiungono dei delitti compiuti nella città lagunare da un misterioso omicida: la polizia brancola nel buio e l'identità del maniaco resta sconosciuta pur aumentando, di giorno in giorno, il numero delle vittime.
A lasciare Venezia è invece Laura, richiamata d'urgenza in Inghilterra a seguito d'un incidente accaduto al figlio maggiore, Johnny. Nonostante ciò John, la mattina seguente, crede d'intravedere Laura su una gondola in compagnia di Wendy ed Heather. Seriamente preoccupato, si reca alla polizia per denunciare la scomparsa della moglie, accusando le due sorelle di averla rapita approfittando delle sue precarie condizioni psichiche. Dopo avere appurato l'infondatezza delle accuse dell'uomo, la polizia finisce col sospettarlo come il maniaco della città, al quale le stesse forze dell’ordine non riescono ancora a dare un volto. La sera, dopo avere chiamato la moglie e avere scoperto che Laura non è mai ritornata a Venezia, John incontra Wendy e Heather che gli spiegano l'arcano: quanto visto da John è una percezione del futuro. Laura tornerà a Venezia e sicuramente salirà nella gondola con loro, ma ciò avverrà solo tra qualche giorno. La polizia, sospettando che l’omicida che sta insanguinando la città sia proprio John, lo fa pedinare dall’agente Sabbioni.
In serata Laura torna in città e va a cercare il marito, senza però incontrarlo. Intanto John, camminando nella notte, sente le grida disperate di un uomo che lamenta l’assassinio di una persona, ennesima vittima del maniaco. Nello stesso momento intravede, di sfuggita, una figura con un impermeabile rosso. John riesce a eludere Sabbioni che lo stava controllando come sempre, e dopo un lungo ed estenuante inseguimento, raggiunge la figura, rifugiatasi nel frattempo in un palazzo. È notte e l'uomo si avvicina alla figura che, girata di spalle, sta sospirando affannosamente. Quando John le chiede di guardarlo, la figura si volta, brandendo una mannaia: non si tratta della figlia, bensì dell'omicida che sta terrorizzando la città, una nana deforme assetata di sangue. L’omicida colpisce John al collo, uccidendolo come una delle sue tante vittime, quindi si dilegua nella notte, sfuggendo alla polizia. Pochi giorni dopo, Laura apparirà, come nel presagio, su una gondola funeraria in compagnia delle due anziane sorelle, accompagnando la salma del marito nel corteo funebre. La polizia, invece, continuerà a dare la caccia al maniaco omicida ancora non identificato.

## Produzione
A Venezia... un dicembre rosso shocking venne prodotto da Peter Katz attraverso la londinese Casey Productions e la romana Eldorado Films. Il soggetto del copione era basato sul racconto Don't Look Now (presente nella raccolta Non dopo mezzanotte e altri racconti), scritto da Daphne du Maurier e offerto al regista Nicolas Roeg dallo sceneggiatore Allan Scott, che aveva scritto l'adattamento filmico dello stesso insieme a Chris Bryant, mentre Julie Christie e Donald Sutherland furono scritturati per i ruoli principali. Le riprese iniziarono in Inghilterra nel dicembre 1972, fermandosi in occasione delle festività natalizie, e riprendendo nel gennaio 1973 per altre ulteriori sette settimane in Italia a Venezia.

### Sviluppo
A Venezia... un dicembre rosso shocking fu la terza regia da professionista per Nicolas Roeg dopo Sadismo e L'inizio del cammino. Anche se Natalie Wood e Robert Wagner, coppia reale nella vita privata, erano stati suggeriti per i ruoli dei coniugi Laura e John Baxter, Roeg era deciso a scritturare Julie Christie e Donald Sutherland fin dall'inizio. Inizialmente occupati in altri progetti, inaspettatamente i due attori si resero entrambi disponibili. Alla Christie piaceva il copione ed era entusiasta di lavorare con Roeg dato che egli aveva lavorato come direttore della fotografia in Fahrenheit 451, Via dalla pazza folla e Petulia, film nei quali aveva recitato anch'essa. Anche Sutherland era fortemente interessato al film ma aveva qualche riserva su come veniva descritta la chiaroveggenza nella sceneggiatura. L'attore pensava che venisse dipinta in toni troppo negativi e credeva che il film avrebbe dovuto essere maggiormente "educativo", e che i "personaggi avrebbero dovuto ricavare dei benefici dai poteri extrasensoriali e non venire da essi distrutti". Roeg non accettò di apportare nessuna modifica al copione, ma alla fine Sutherland accettò comunque di girare il film.
Renato Scarpa venne scritturato per la parte dell'Ispettore Longhi, anche se non sapeva parlare inglese e non aveva idea di cosa stesse dicendo il suo personaggio nel film mentre recitava.

### Riprese
La scena iniziale dell'annegamento venne girata nell'Hertfordshire nella casa dell'attore David Tree, che nel film interpreta Anthony Babbage, il preside della scuola frequentata dal figlio maschio della coppia. Girare la scena fu particolarmente problematico in quanto Sharon Williams, che interpretava la piccola Christine, diventò isterica appena fu immersa nello stagno, anche se le numerose prove effettuate in piscina avevano dato esito positivo. Un contadino del posto offrì la partecipazione di sua figlia, che era una provetta nuotatrice, ma ella si rifiutò di immergersi sott'acqua quando venne il momento di filmare la scena. Alla fine, la scena venne girata in una vasca artificiale d'acqua utilizzando tre attrici diverse.

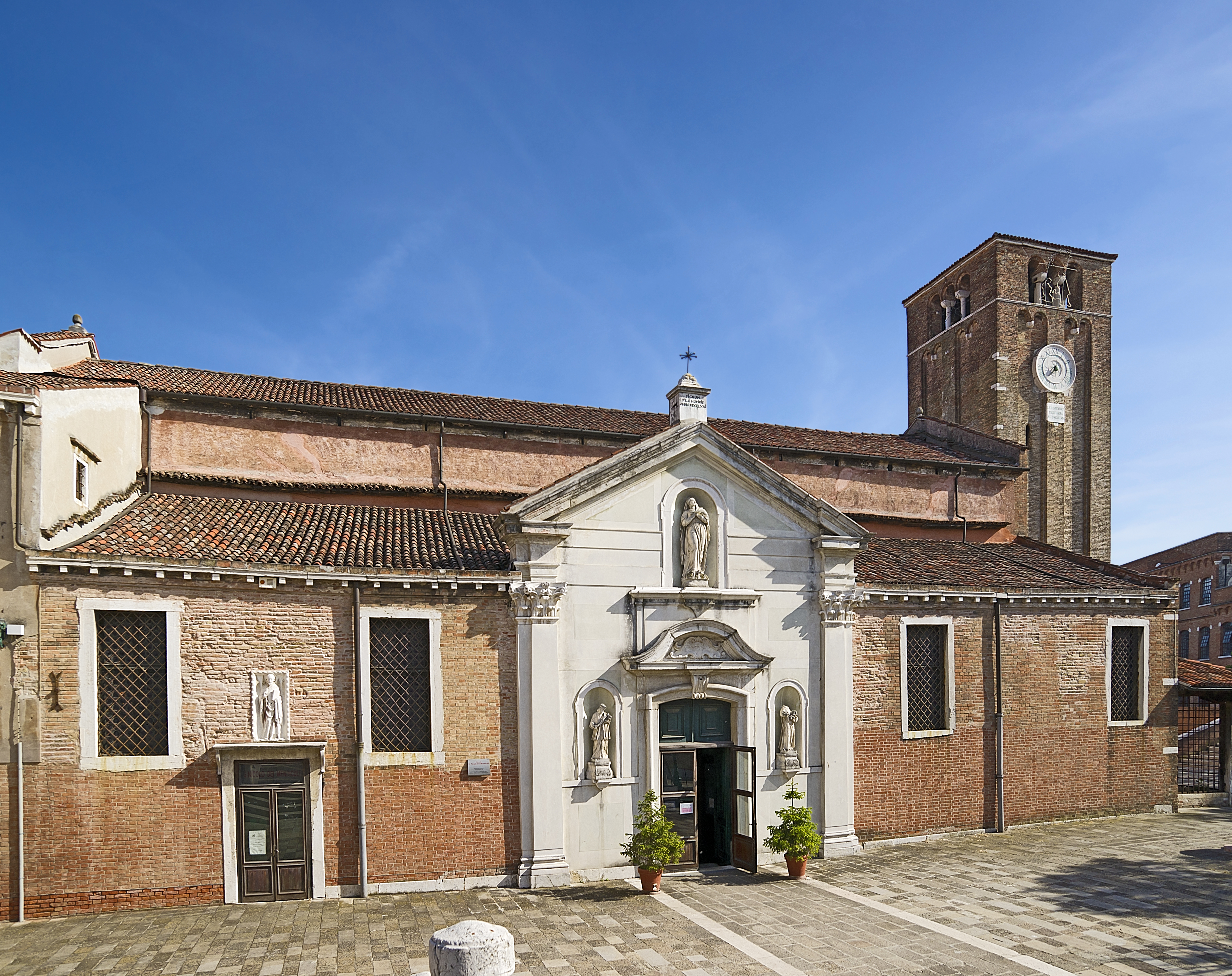
La Chiesa di San Nicolò dei Mendicoli a Venezia

Le location utilizzate a Venezia inclusero l'esterno dell'Hotel Gabrielli per il finto Europa Hotel del film, anche se la camera dei Baxter era al Bauer Grunwald (dove era più comodo posizionare le macchine da presa), e la Chiesa di San Nicolò dei Mendicoli. Trovare una chiesa adatta non si rivelò semplice: dopo aver visitato molte chiese di Venezia, venne anche suggerito di ricostruirne una in un capannone. La scoperta della chiesa di San Nicolò fu particolarmente fortuita poiché la stessa costruzione era veramente in ristrutturazione come la chiesa nel film, e tutte le impalcature erano già sul posto. Roeg decise di non mostrare le solite immagini classiche della città per non creare l'effetto "documentario turistico". Venezia si rivelò un luogo difficoltoso nel quale girare un film, principalmente a causa delle onde nei canali che causavano problemi nel trasporto dell'equipaggiamento e nella continuità temporale delle scene.
Filmare la scena nella quale John Baxter quasi cade dall'alto di un ponteggio mentre sta restaurando un mosaico nella chiesa causò diversi problemi, e mise realmente in pericolo la vita di Donald Sutherland. La scena prevedeva che il ponteggio crollasse lasciando John a penzolare nel vuoto attaccato ad una fune, ma lo stuntman si rifiutò di girare la scena perché non tutte le norme di sicurezza erano state rispettate. Sutherland finì con il decidere di fare lui la scena senza controfigura, venendo imbragato con delle corde di sicurezza in caso di caduta. Qualche tempo dopo l'uscita del film nei cinema, il coordinatore degli stuntmen Vic Armstrong raccontò a Sutherland che l'imbragatura di sicurezza non era stata fatta per quello scopo, e che avrebbe potuto non reggere il suo peso.
Sebbene la maggior parte dei cambiamenti effettuati alla sceneggiatura furono da imputarsi ai vari problemi logistici del girare a Venezia, alcuni di essi scaturirono da scelte artistiche, come ad esempio l'inclusione della famosa scena d'amore tra i due protagonisti. Infatti, la scena non era sul copione e fu un'improvvisazione sul set voluta da Roeg, il quale sentiva che senza di essa, il rapporto di coppia tra i due venisse rappresentato come troppo conflittuale. Anche la scena nella chiesa, dove Laura accende una candela per Christine, venne improvvisata sul momento.
La scena del funerale alla fine del film venne anch'essa girata in maniera differente rispetto a come era stata scritta. Julie Christie avrebbe dovuto indossare un velo che le nascondesse il viso, ma prima dell'inizio delle riprese Roeg suggerì alla Christie che avrebbe dovuto interpretare la scena senza il velo e sorridendo. Julie Christie era inizialmente scettica, ma Roeg le spiegò come non avesse senso che il suo personaggio fosse afflitto dal dolore se era convinto che il marito e sua figlia si erano ricongiunti nell'aldilà.

## Accoglienza
Alla sua uscita il film scatenò qualche polemica a causa di una, per l'epoca, fin troppo esplicita scena d'amore tra Julie Christie e Donald Sutherland, non entusiasmando troppo la critica. Con il trascorrere degli anni la sua reputazione è cresciuta considerevolmente, venendo oggi riconosciuto come un classico dell'horror anni settanta.

## Riconoscimenti
- 1974 - British Academy Film Award
  - Migliore fotografia a Anthony B. Richmond
  - Nomination Migliore film
  - Nomination Migliore regista a Nicolas Roeg
  - Nomination Migliore attore protagonista a Donald Sutherland
  - Nomination Migliore attrice protagonista a Julie Christie
  - Nomination Migliore sonoro a Rodney Holland, Peter Davies, Bob Jones
  - Nomination Miglior montaggio a Graeme Clifford

Nel 1999 il British Film Institute l'ha inserito all'ottavo posto della lista dei migliori cento film britannici del XX secolo.